# Барретт, Фрэнк
Фрэ́нсис Ба́рретт (англ. Francis Barrett; 2 августа 1872 — 18 августа 1907), более известный как Фрэнк Барретт (англ. Frank Barrett) — шотландский футболист, вратарь.

## Биография
Барретт начал футбольную карьеру в шотландском клубе «Данди Харп». В 1893 году, когда был основан клуб «Данди», Барретт был приглашён в него в качестве вратаря. Будучи игроком «Данди», провёл 2 матча за сборную Шотландии: 31 марта 1894 года сыграл против сборной Ирландии (Шотландия победила со счётом 2:1), а 23 марта 1895 года сыграл против сборной Уэльса (матч завершился вничью со счётом 2:2). В сентябре 1896 года Барретт перешёл в «Ньютон Хит», дебютировав за клуб 26 сентября 1896 года в матче против «Ньюкасла» на «Бэнк Стрит» («Ньютон Хит» одержал победу со счётом 4:0). Всего Барретт провёл за «Ньютон Хит» 132 матча, в которых пропустил 148 голов. В мае 1900 года он перешёл в клуб «Нью-Брайтон Тауэр». В 1901 году вернулся в Манчестер, но на этот раз — в «Манчестер Сити», сыграв за клуб 9 матчей и пропустив 14 голов. В 1902 году вернулся в Шотландию в «Данди». В 1903 году перешёл в «Абердин», который был основан в этом же году. В 1905 году завершил карьеру игрока.
В 1907 году Барретт умер в возрасте 35 лет. После его смерти руководство клуба «Ньютон Хит» (ныне «Манчестер Юнайтед») пожертвовало £35 его вдове.